# Martin Holt
Martin Drummond Vesey Holt (Londres, 13 de enero de 1881-Bognor Regis, 2 de noviembre de 1956) fue un deportista británico que compitió en esgrima, especialista en la modalidad de espada. Participó en cinco Juegos Olímpicos de Verano entre los años 1908 y 1928, obteniendo dos medallas, plata en Londres 1908 y plata en Estocolmo 1912.

## Palmarés internacional
| Juegos Olímpicos | Juegos Olímpicos      | Juegos Olímpicos | Juegos Olímpicos   |
| Año              | Lugar                 | Medalla          | Prueba             |
| ---------------- | --------------------- | ---------------- | ------------------ |
| 1908             | Londres (Reino Unido) | Medalla de plata | Espada por equipos |
| 1912             | Estocolmo (Suecia)    | Medalla de plata | Espada por equipos |